# Акустична левитация
Акустичната левитация или още звуковата левитация (на английски acoustic levitation, позната и като: акустофорезия (на английски acoustophoresis)) е метод за провесване на материя в среда чрез използването на акустично радиацинно налягане от силни звукови вълни в средата.
Понякога чрез ултразвукови честоти могат да бъдат левитирани обекти, като по този начин не се създава никакъв звук, който да бъде чут от човешко ухо, като този, който е бил демонстриран в японската лаборатория „Оцука“ (Otsuka Lab), докато други използват звук, доловим от човешкото ухо. Има различни начини за излъчването на звуковата вълна, от това да се създаде вълна под обекта и тя да отскочи обратно до своя източник, до използването на (прозрачна) цистерна за създаването на голямо акустично поле.
Акустичната левитация обикновено се използва за безконтейнерна преработка (на английски: „containerless processing“), която става по-важна поради малкия размер и съпротивлението на микрочипове и други неща в индустрията. Безконтейнерната обработка също така може да бъде използвана за приложения, които изискват много високочисти материали или химични реакции, които са много взискателни, за да се получат в контейнер. Този метод е по-труден за контролиране от други методи за безконтейнерна преработка, като електромагнетичната левитация, но има предимството, че може да левитира материали, които са електрически непроводящи.
Към 2013 г. акустичната левитация се е развила от бездвижна левитация до контролираното преместване на реещи се обекти – способност, която е полезна във фармацевтичната индустрия и в електрониката. Устройство-прототип представлявало състав от подобни на шахматна дъска с квадратни акустични емитери (излъчватели), които преместват обект от един квадрат до друг чрез бавното намаляване на звуковия интензитет, излъчен от един квадрат, докато се увеличава звуковия интензитет от другия квадрат.
Настоящите системи са вдигали най-много до няколко килограма. Акустични левитатори се използват най-вече в индустрията, въпреки че някои продукти са на комерсиално разположение на широката общественост.